# لیسووکا
لیسووکا (به لاتین: Lisówka) یک روستا در لهستان است که در گمینا بارتوشتسه واقع شده‌است.